# Embelia laeta
Embelia laeta là một loài thực vật có hoa trong họ Anh thảo. Loài này được (L.) Mez mô tả khoa học đầu tiên năm 1902.